# Haapaluoto (ö i Egentliga Finland, Åbo)
Haapaluoto är en ö i Finland. Den ligger i Skärgårdshavet och i kommunen Åbo i den ekonomiska regionen  Åbo ekonomiska region i landskapet Egentliga Finland, i den sydvästra delen av landet. Ön ligger omkring 14 kilometer sydväst om Åbo och omkring 160 kilometer väster om Helsingfors.
Öns area är 8,4 hektar och dess största längd är 0,5 kilometer i öst-västlig riktning.